# 13146 Yuriko
13146 Yuriko è un asteroide della fascia principale. Scoperto nel 1995, presenta un'orbita caratterizzata da un semiasse maggiore pari a 3,1871828 UA e da un'eccentricità di 0,0888934, inclinata di 8,92639° rispetto all'eclittica.